# Квантова теорія поля у викривленому просторі-часі
Квантова теорія поля у викривленому просторі-часі — це фізична теорія, в якій розглядається динаміка квантових полів на тлі викривленого класичного простору-часу.
Оскільки в цій теорії простір-час розглядається класично, тобто в рамках загальної теорії відносності, то вона не може бути вірною з фундаментальної точки зору. Незважаючи на це, вона дозволяє розширити квантову теорію поля на випадок, коли гравітаційні ефекти стають суттєвими, хоча ефектами квантової гравітації ще можна знехтувати. Зокрема, квантова теорія поля у викривленому просторі-часі може застосовуватися до раннього Всесвіту і поблизу (і всередині, але не дуже близько до сингулярності) чорних дір. Фізично, критерієм застосовності даної теорії є міра викривлення простору-часу в порівнянні з планківськими масштабами.
Головним досягненням цієї теорії вважається передбачення випромінювання Гокінга.